# Savigny-sur-Aisne
Savigny-sur-Aisne település Franciaországban, Ardennes megyében. Lakosainak száma 350 fő (2022. január 1.). Savigny-sur-Aisne Brécy-Brières, Falaise, Olizy-Primat, Sainte-Marie, Saint-Morel, Sugny és Vouziers községekkel határos.

## Népesség
A település népessége az elmúlt években az alábbi módon változott:
| Lakosok száma | 374  | 339  | 361  | 370  | 370  | 371  | 375  | 374  | 373  | 350  |
|               | 1968 | 1982 | 1999 | 2006 | 2011 | 2015 | 2017 | 2018 | 2020 | 2022 |